# Tomoderus fasciatonitidus
Tomoderus fasciatonitidus là một loài bọ cánh cứng trong họ Anthicidae. Loài này được Telnov miêu tả khoa học năm 2001.